# Oceanside Municipal Airport

i7
i11
i13
Der Oceanside Municipal Airport, (auch Bob Maxwell Memorial Field, IATA-Code: OCN, ICAO-Code: KOKB, FAA-LID: OKB) , ist ein öffentlicher Flugplatz in Oceanside, San Diego County, im US-Bundesstaat Kalifornien.
Der Flugplatz befindet sich 3 km nordöstlich des zentralen Geschäftsviertels von Oceanside. Er liegt zwischen der California State Route 76 und dem Radweg San Luis Rey River. Der Flugplatz umfasst 170.000 m² und verfügt über eine Start- und Landebahn. Er wird hauptsächlich von der allgemeinen Luftfahrt genutzt. Der Flugplatz wird von Airport Property Ventures betrieben und verwaltet.